# Tuffi in Italia
La disciplina sportiva dei tuffi in Italia viene gestita dalla Federazione Italiana Nuoto.

## Storia
Nel 1895 si ha notizia della pratica dei "salti in acqua" dai trampolini e dalle terrazze dello stabilimento Bagni di Diana. L'anno successivo si tiene la prima competizione nella quale si distinse Ferdinando Bezzi. Nel 1900 si tengono ai Bagni di Diana i primi campionati assoluti dove vince Bezzi davanti a Giovanni Colombo e Luigi Levati.
Nel 1926 le prime quattro donne si presentano agli Assoluti.
Durante le Olimpiadi del 1936 si distinguono tre azzurri: Carlo Dibiasi, Ferrero Mariannetti e Franco Ferraris.
Dopo la Seconda guerra mondiale le attività dei Tuffi riprensono già nel 1946 con la vittoria di Luciano Cozzi.
Tra gli anni Sessanta e Settanta si distinguono due tuffatori a livello internazionale, Klaus Dibiasi e Giorgio Cagnotto.

## Categorie
- Esordienti C3 (8-9 anni)
- Esordienti C2 (10-11 anni)
- Esordienti C1 (12-13 anni)
- Ragazzi/Ragazze (14-15 anni)
- Juniores (16-18 anni)
- Seniores (al di sopra dei 18 anni)

## Competizioni senior
- Campionati assoluti indoor
- Campionati assoluti estivi
- Trofeo di Natale
- Coppa